# Fred Stone
Fred Stone, nato Fred Andrew Stone (Longmont, 19 agosto 1873 – Hollywood, 6 marzo 1959), è stato un attore statunitense.
Stone iniziò la sua carriera esibendosi nei circhi, nei Minstrel show e, quindi, nel vaudeville. Diventò una star teatrale e cinematografica, tanto da guadagnarsi una stella sulla Hollywood Walk of Fame.

## Biografia
Nato a Longmont, in Colorado, nel 1873, era un attore di vaudeville. 

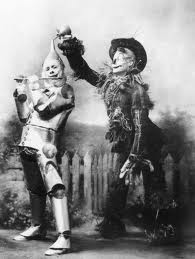
Montgomery e Stone in The Wizard of Oz (1903)

Fu particolarmente famoso in coppia con David C. Montgomery, suo partner sulle scene per ventidue anni fino alla morte di Montgomery nel 1917. I due recitarono in The Wizard of Oz, il musical che debuttò nel 1902 a Chicago per poi diventare un grande successo di Broadway nel 1903. Nello spettacolo, Stone aveva il ruolo dello Spaventapasseri, mentre Montgomery interpretava il Boscaiolo di latta. Nel 1906, apparvero insieme nell'operetta The Red Mill e, nel 1914, in Chin Chin.
Nel 1939, partecipò alla promozione de Il mago di Oz, il film che aveva come protagonista Judy Garland, in un programma radiofonico dove incontrò Ray Bolger, l'attore che interpretava nel film lo Spaventapasseri, lo stesso ruolo che era stato suo sulle scene. Bolger confessò di essere stato fin da piccolo un ammiratore di Stone e, anche se per ragioni anagrafiche non aveva mai potuto vedere il musical del 1902, era riuscito invece a vedere Stone in The Red Mill.
Johnny Gruelle, il creatore di Raggedy Ann, era un fan di Stone e delle opere di Baum. Gruelle scrisse un copione teatrale che però non fu mai prodotto nel quale lo Spaventapasseri, interpretato da Stone, incontrava Raggedy Ann. Nel 1923, Fred Stone e sua figlia Dorothy recitarono insieme in Stepping Stones, una extravaganza musicata da Jerome Kern con i testi di Anne Caldwell dove interpretarono i personaggi di Raggedy Andy e Raggedy Ann.

## Spettacoli teatrali
- The Girl from Up There
- The Wizard of Oz (Chicago, 1902 / Broadway, 1903)
- The Red Mill, di Henry Blossom e Victor Herbert (Broadway, 24 settembre 1906)
- The Old Town
- The Lady of the Slipper, di Anne Caldwell e Lawrence McCarty (Broadway, 28 ottobre 1912)
- Chin Chin, di Anne Caldwell e R.H. Burnside (Broadway, 20 ottobre 1914)
- Jack O'Lantern, di Anne Caldwell e R. H. Burnside (1917)

## Filmografia

### Attore
- Destiny: Or, The Soul of a Woman, regia di Edwin Carewe (1915)
- The Goat, regia di Donald Crisp (1918)
- Under the Top, regia di Donald Crisp (1919)
- Johnny Get Your Gun, regia di Donald Crisp (1919)
- The Duke of Chimney Butte, regia di Frank Borzage (1921)
- Billy Jim, regia di Frank Borzage (1922)
- Shave It with Music, regia di Kenneth S. Webb (1932)
- Primo amore (Alice Adams), regia di George Stevens (1935)
- Il sentiero del pino solitario (The Trail of the Lonesome Pine), regia di Henry Hathaway (1936)
- Sogni dorati (The Farmer in the Dell), regia di Ben Holmes (1936)
- Grand Jury, regia di Albert S. Rogell (1936)
- La moglie americana (My American Wife), regia di Harold Young (1936)
- Hideaway, regia di Richard Rosson (1937)
- Life Begins in College, regia di William A. Seiter (1937)
- Quick Money, regia di Edward Killy (1937)
- Konga, the Wild Stallion, regia di Sam Nelson (1939)
- No Place to Go, regia di Terry O. Morse (come Terry Morse) (1939)
- L'uomo del West (The Westerner), regia di William Wyler (1940)

### Produttore
- The Duke of Chimney Butte, regia di Frank Borzage (1921)